# Phaeosia lutea
Phaeosia lutea är en fjärilsart som beskrevs av Druce 1885. Phaeosia lutea ingår i släktet Phaeosia och familjen björnspinnare. Inga underarter finns listade i Catalogue of Life.